# فريتز غانتس
فريتز غانتس هو دراج سويسري، ولد في 20 فبراير 1916 في زيورخ في سويسرا، وتوفي في 31 مارس 1992.

## وصلات خارجية
- فريتز غانز على موقع أوليمبيديا (الإنجليزية)